# Hassan Diab
Hassan Diab (àrab: حسان دياب, Ḥassān Diyāb; Beirut, 6 de gener de 1959) és un enginyer i acadèmic libanès, que va ser Primer Ministre del Líban entre gener i agost de 2020. Abans del seu primer ministeri, Diab havia exercit de Ministre d'Educació libanès de 2011 a 2014, sota la presidència de Michel Suleiman.

## Biografia
Diab va néixer en una família libanesa a Beirut el 1959. Té una llicenciatura en enginyeria de comunicacions, que va rebre de la Universitat Metropolitana de Leeds el 1981. Després va obtenir un mestratge en sistemes enginyeria de la Universitat de Surrey el 1982 i un doctorat en enginyeria informàtica de la Universitat de Bath el 1985.
Diab està casat amb Nuwar Mawlawi i té tres fills. Actualment viu a Beirut. És musulmà sunnita.
Diab era professor d'enginyeria elèctrica a la Universitat Americana de Beirut (AUB). També va exercir de vicepresident de programes externs regionals a l'AUB des d'octubre de 2006 fins a juny de 2011. El 13 de juny de 2011, va ser nomenat Ministre d'Educació i Educació Superior com a part del gabinet de Najib Mikati, en substitució de Hassan Mneimneh. Va ser succeït per Elias Abu Saab com a Ministre d'Educació. El mandat de Diab va acabar el 15 de febrer de al 2014.
Va ser designat com a Primer Ministre del Líban per succeir Saad Hariri el 19 de desembre de 2019, enmig de les protestes al Líban de 2019-2020 que havien causat la renúncia de Hariri. La candidatura de Diab va obtenir el suport de 69 membres del Parlament del Líban, una majoria simple; el seu suport provenia dels partits que conformen l'Aliança del 8 de març.
El 10 d'agost de 2020, Diab va dimitir, juntament amb el seu govern, després de les diverses protestes de la població després de les explosions ocorregudes al port de Beirut una setmana abans.